# San Giuliano di Puglia
San Giuliano di Puglia är en ort och kommun i provinsen Campobasso i regionen Molise i Italien. Kommunen hade 1 041 invånare (2018).